# Premi Robert 1995
La 12ª edizione dei Premi Robert si è svolta a Copenaghen nel 1995.

## Vincitori
- Miglior film: Il guardiano di notte (Nattevagten), regia di Ole Bornedal
- Miglior attore protagonista: Ernst-Hugo Järegård - The Kingdom - Il Regno (Riget)
- Miglior attrice protagonista: Kirsten Rolffes - The Kingdom - Il Regno (Riget)
- Miglior attore non protagonista: Kim Bodnia - Il guardiano di notte (Nattevagten)
- Miglior attrice non protagonista: Rikke Louise Andersson - Il guardiano di notte (Nattevagten)
- Miglior sceneggiatura: Lars von Trier e Niels Vørsel - The Kingdom - Il Regno (Riget)
- Miglior fotografia: Eric Kress - The Kingdom - Il Regno (Riget)
- Miglior montaggio: Camilla Skousen - Il guardiano di notte (Nattevagten)
- Miglior scenografia: Palle Arestrup - Min fynske barndom
- Migliori costumi: Manon Rasmussen - Min fynske barndom
- Miglior musica: Joachim Holbek - The Kingdom - Il Regno (Riget)
- Miglior sonoro: Per Streit - The Kingdom - Il Regno (Riget)
- Miglior trucco: Michael Sørensen - Il guardiano di notte (Nattevagten)
- Miglior film straniero: Quel che resta del giorno (The Remains of the Day), regia di James Ivory
- Miglior cortometraggio/documentario: Drengen der gik baglæns, regia di Thomas Vinterberg
- Premio Robert onorario: Per Holst
- Premio speciale alla memoria: Claus Loof